# Amphithéâtre de Pollenzo
L'amphithéâtre de Pollenzo (ou amphithéâtre de Pollentia) est un amphithéâtre romain presque entièrement disparu, situé dans le centre de Pollenzo, une frazione de la commune de Bra dans le Piémont, en Italie.
Il ne subsiste quasiment aucune trace de cet amphithéâtre à part sa forme elliptique, préservée grâce aux maisons édifiées à l'emplacement de ses anciens gradins.

## Description
Le volume de l'amphithéâtre demeure perceptible dans le village moderne de Pollenzo : son plan elliptique est matérialisé par la tracé des habitations, accessibles par la via Colosseo. Le grand axe de l'ellipse mesurait entre 120 et 130 m, son petit axe entre 90 et 100 m. On pense que ses gradins pouvaient contenir jusqu'à 10 000 spectateurs.
D'autres amphithéâtres romains ont été intégrés dans le tissu urbain, comme à Lucques, Florence, Tours ou Venafro.

## Historique
Pollentia, actuelle Pollenzo, est une ancienne cité romaine, fondée au IIe siècle av. J.-C. Après sa fondation, elle se dote d'infrastrucures communes aux cités romaines : théâtre, nécropole, aqueduc, temple et amphithéâtre ; ce dernier serait le plus grand amphithéâtre connu dans les anciennes cités romaines de l'actuel Piémont. L'édifice est brièvement mentionné par Suétone dans sa biographie de Tibère (Vie des douze Césars) au IIe siècle. Abandonné à la fin de l'Antiquité, les matériaux de l'amphithéâtre sont réutilisés pour la construction d'édifices plus récents, probablement à partir du VIIIe siècle.